# Александр Альбуї
Александр Альбуї (фр. Alexandre Albouy; 26 травня 1979, Кастр) — французький регбіст.

## Спортивна кар'єра
Альбуї підписав свій перший професійний контракт з клубом Кастр — його родинним містом — у 1998 році. 2 лютого 2002 року у віці 22 років, дебютував під час матчу збірної Франції проти збірної Італії. Сутичку виграла національна збірна Франції — 33:12. У тому ж році, Александ взяв участь у змаганнях Великого Шлему. У 2003, Альбуї разом з командою Кастр стали переможцями Європейського щита.
У вересні 2003 року він заграв з командою Французьких Варварів — Барбаріанс Франсе в матчі проти XV-де-Франс перейменованих на XV завдяки президентові (Все це було зроблено, щоб обійти правило, яке забороняє проведення будь-якого міжнародного матчу протягом тривання місяця Чемпіонату світу з регбі). Цей матч пройшов в парку спорту і дружби в Нарбонн і ново уформована дружина XV-де-Франс виграла з рахунком 83 до 12 років проти Баа Бааса..
У 2006 році він вирішив змінити клуб і приєднатись до французького гіганта Стад Франсе. Там він здебільшого був заміною двох гравців: Агустіна Пішу та Жерома Фійоля і не відігравав значну роль в команді. Після проведення ще двох млявих сезонів під наглядом Стад Франсе, Александр повернувся до Кастр (сезон 2009—2010). І тут повторилась майже та сама історія. Альбуї частіше сидів на лавці запасних гравці, ніж знаходився на полі, адже головним гравцем команди був Себастьєн Тіллу-Борд. Проте на початку нового сезону Себастьєн отримав серйозну травму і його місце у дружині та звання капітана перейшло до Александра Альбуї.

## Досягнення
Європейський щит
- Переможець: 2003 (Кастр)

Шаленж Ів дю Мануар
- Переможець: 2004 (Кастр)

Топ 14
- Переможець: 2007 (Стад Франсе)

Турнір шести націй
- Переможець: 2002 (Збірна Франції з регбі)